# Thomas Mellios
Thomas Mellios (* 8. Juni 1940 in Thessaloniki, Griechenland) ist ein griechischer Musiker (Tenor), Dirigent und Komponist. Er setzte sich bereits früh für Völkerverständigung und das kommunale Wahlrecht für Migranten in Deutschland und Europa ein.

## Künstlerisches Werk
Thomas Mellios absolvierte ein Musik- und Gesangsstudium zum Tenor am Staatlichen Konservatorium in Thessaloniki. Als Maschinenbautechniker kam er 1965 nach Stuttgart, wo er seine gesangliche Ausbildung bei Siegfried Fischer-Sand und Hildemarie Keim fortsetzte. Es folgten zahlreiche Soloauftritte in Opern- und Oratorienkonzerten, die er nebenberuflich realisierte und für die er öffentliche Beachtung erhielt.
Von 1983 an wandte sich Thomas Mellios der Musik seiner Heimat zu. Mit der Aufführung des Volksoratoriums „Axion Esti“ – „Gepriesen sei“ – von Mikis Theodorakis im Württembergischen Staatstheater in Stuttgart hatte er im Juni 1983 einen ersten großen Erfolg. Von 1983 bis 1984 trat er parallel im Broadway-Musical Cabaret von John van Druten als Tenor Solist im Württembergischen Staatstheater auf. 1986 gründete er das „Ensemble Archipelagos“- und trat im gleichen Jahr erstmals auch als Dirigent mit beachtlichem Erfolg an die Öffentlichkeit. Danach folgten eine Reihe von Konzerten auf deutschen Bühnen und im Ausland.
1989 begann Thomas Mellios seine Kompositionsarbeit mit Liedern u. a. nach Texten von Garefis Delingas, Tassos Kodakos, Jannis Ritsos, Nikiforos Vrettakos und Giorgos Seferis. Zunehmend beschäftigte er sich mit Liederzyklen – ein Ansatz, der in sein erstes Werk „Legende und Traum“ nach Texten von Garefis Delingas in einer Fassung für ein kleines Ensemble mündete. Eingesetzt wurden die Elemente Volkslied, Volksinstrumente, Sinfonische Instrumente und dichterische Texte. Das musikalische Werk von Thomas Mellios umfasst inzwischen mehr als 100 Lieder, Kantaten und Liederzyklen.

## Arbeit als Komponist/Dirigent
- „Legende und Traum“ mit dem Ensemble Archipelagos und Solisten im Mozartsaal der Stuttgarter Liederhalle (19. März 1989)
- „Fünf kleine Liebeslieder für Elisa“, „Akkord“ – Liederzyklen Theaterhaus Stuttgart (22. November 1992)
- „Legende und Traum“ mit der Südwestdeutschen Philharmonie in Konstanz, dem Ensemble Archipelagos, dem SWR-Chor in kleiner Besetzung und Solisten im Hegelsaal der Stuttgarter Liederhalle (1. November 1993)

## Engagement
1982 war Mellios Gründungsmitglied des Fördervereins „Alte Oper“ Stuttgart. Dort nahm er an zahlreichen Benefiz-Konzerten und Spenden-Aktionen für den Umbau des Opernhauses teil.

## Presseberichte
- Stuttgarter Zeitung Nr. 254, Mittwoch, 8. November 1993, Feuilleton „Gemeinsamkeiten“
- Stuttgarter Zeitung Freitag, 30. Oktober 1987, „Gestatten…“ Thomas Mellios Ensemble-Leiter
- Stuttgarter Zeitung Dienstag, 5. Januar 1988, Podium „Kulturelles aus der Stadt/der Region“